# Ballspielverein Borussia 09 Dortmund II 2022-2023
Questa voce raccoglie le informazioni riguardanti il Ballspielverein Borussia 09 Dortmund II nelle competizioni ufficiali della stagione 2022-2023.

## Stagione
Nella stagione 2022-2023 il Borussia Dortmund II, allenato da Christian Preußer e Jan Zimmermann, concluse il campionato di 3. Liga al 13º posto.

## Rosa
| N. |                     | Ruolo | Calciatore            |
| -- | ------------------- | ----- | --------------------- |
| 1  | Germania (bandiera) | P     | Silas Ostrzinski      |
| 3  | Spagna (bandiera)   | D     | Guille Bueno          |
| 4  | Germania (bandiera) | A     | Samuel Bamba          |
| 5  | Croazia (bandiera)  | D     | Mario Šuver           |
| 6  | Germania (bandiera) | C     | Can Özkan             |
| 7  | Croazia (bandiera)  | C     | Marco Pašalić         |
| 9  | Germania (bandiera) | A     | Ted Tattermusch       |
| 10 | Germania (bandiera) | C     | Falko Michel          |
| 11 | Germania (bandiera) | A     | Justin Njinmah        |
| 13 | Germania (bandiera) | D     | Bjarne Pudel          |
| 14 | Germania (bandiera) | C     | Michael Eberwein      |
| 16 | Germania (bandiera) | C     | Dennis Lütke-Frie     |
| 17 | Germania (bandiera) | A     | Timo Bornemann        |
| 18 | Germania (bandiera) | D     | Antonios Papadopoulos |
| 19 | Germania (bandiera) | C     | Ole Pohlmann          |
| 21 | Germania (bandiera) | C     | Aday Ercan            |
| 22 | Germania (bandiera) | A     | Cyrill Akono          |

| N. |                        | Ruolo | Calciatore          |
| -- | ---------------------- | ----- | ------------------- |
| 23 | Germania (bandiera)    | C     | Franz Pfanne        |
| 25 | Spagna (bandiera)      | D     | Mateu Morey         |
| 26 | Germania (bandiera)    | D     | Felix Passlack      |
| 27 | Germania (bandiera)    | D     | Rodney Elongo-Yombo |
| 30 | Germania (bandiera)    | D     | Niklas Dams         |
| 32 | Guinea (bandiera)      | C     | Abdoulaye Kamara    |
| 33 | Germania (bandiera)    | A     | Moses Otuali        |
| 35 | Polonia (bandiera)     | P     | Marcel Lotka        |
| 36 | Germania (bandiera)    | D     | Tom Rothe           |
| 37 | Germania (bandiera)    | D     | Lion Semić          |
| 38 | Germania (bandiera)    | P     | Luca Unbehaun       |
| 39 | Paesi Bassi (bandiera) | D     | Prince Aning        |
| 40 | Germania (bandiera)    | P     | Niklas Lübcke       |
| 41 | Germania (bandiera)    | D     | Nnamdi Collins      |
| 42 | Turchia (bandiera)     | C     | Göktan Gürpüz       |
| 44 | Francia (bandiera)     | D     | Soumaïla Coulibaly  |

## Organigramma societario
Area tecnica
- Allenatore: Jan Zimmermann
- Allenatore in seconda: Julian Koch
- Preparatore dei portieri: Thomas Feldhoff, Jan Reckert
- Preparatori atletici: Benjamin Schüßler, Markus Langer, Daniel Zolinski

## Calciomercato

### Sessione estiva
| Acquisti | Acquisti            | Acquisti              | Acquisti |
| R.       | Nome                | da                    | Modalità |
| -------- | ------------------- | --------------------- | -------- |
| D        | Rodney Elongo-Yombo | Greuther Fürth II     |          |
| D        | Prince Aning        | Ajax U19              |          |
| A        | Jayden Braaf        | Manchester City U23   |          |
| C        | Michael Eberwein    | Hallescher            |          |
| C        | Aday Ercan          | Rödinghausen          |          |
| P        | Marcel Lotka        | Hertha Berlino        |          |
| P        | Niklas Lübcke       | Schwarz-Weiß Essen    |          |
| C        | Dennis Lütke-Frie   | Borussia Dortmund U19 |          |
| C        | Falko Michel        | Stoccarda             |          |
| C        | Can Özkan           | F. Düsseldorf II      |          |
| D        | Bjarne Pudel        | Wiedenbrück           |          |
| D        | Lion Semić          | Borussia Dortmund     |          |
| D        | Mario Šuver         | Norimberga            |          |
| D        | Valentino Vermeulen | Eindhoven             |          |

| Cessioni | Cessioni        | Cessioni               | Cessioni |
| R.       | Nome            | a                      | Modalità |
| -------- | --------------- | ---------------------- | -------- |
| A        | Bradley Fink    | Basilea                |          |
| C        | Kamal Bafounta  | Lorient (CFA)          |          |
| P        | Stefan Drljača  | Dinamo Dresda          |          |
| D        | Lennard Maloney | Heidenheim             |          |
| C        | Immanuël Pherai | Eintracht Braunschweig |          |
| C        | Richmond Tachie | Paderborn              |          |
| C        | Berkan Taz      | Waldhof Mannheim       |          |
| A        | Steffen Tigges  | Colonia                |          |
| D        | Christian Viet  | Jahn Ratisbona         |          |

### Sessione invernale
| Acquisti | Acquisti     | Acquisti   | Acquisti |
| R.       | Nome         | da         | Modalità |
| -------- | ------------ | ---------- | -------- |
| A        | Moses Otuali | Amburgo II |          |
| A        | Cyrill Akono | Verl       |          |

| Cessioni | Cessioni            | Cessioni     | Cessioni |
| R.       | Nome                | a            | Modalità |
| -------- | ------------------- | ------------ | -------- |
| D        | Kolbeinn Finnsson   | Lyngby       |          |
| C        | Marco Hober         | Rödinghausen |          |
| A        | Moritz Broschinski  | Bochum       |          |
| A        | Jayden Braaf        | Verona       |          |
| D        | Valentino Vermeulen | Willem II    |          |

## Risultati

### 3. Liga

#### Girone di andata
| Arbitro: | Stegemann |

|             |           |                  |
| Nilsson 56’ | Marcatori | 77’ Elongo-Yombo |

| Arbitro: | Bauer |

|  |           |                                                     |
|  | Marcatori | 32’ Schmidt 45’ (rig.) Testroet 55’ Röhl 66’ Sarpei |

| Arbitro: | Eckermann |

|              |           |  |
| Grimaldi 90’ | Marcatori |  |

| Arbitro: | Hanslbauer |

|          |           |  |
| Fink 22’ | Marcatori |  |

| Arbitro: | Benen |

|               |           |            |
| Bahn 63’, 71’ | Marcatori | 2’ Njinmah |

| Arbitro: | Petersen |

|  |           |                  |
|  | Marcatori | 41’, 61’ Vermeij |

| Arbitro: | Schultes |

|                                              |           |  |
| Ehlers 9’ Arslan 66’ (rig.) Kammerknecht 89’ | Marcatori |  |

| Arbitro: | Brombacher |

|             |           |                          |
| Pašalić 52’ | Marcatori | 30’ Starke 89’ Ziętarski |

| Arbitro: | Nouhoum |

|           |           |                                    |
| Jansen 9’ | Marcatori | 59’ (rig.) Njinmah 86’ Tattermusch |

| Arbitro: | Schwengers |

|             |           |                    |
| Pašalić 68’ | Marcatori | 62’ (rig.) Vrenezi |

| Halle 10 ottobre 2022, ore 19:00 CEST 11ª giornata | Hallescher | 0 – 0 referto | Borussia Dortmund II | Leuna-Chemie-Stadion (6 712 spett.)\| Arbitro: \| Speckner \| |
| Arbitro:                                           | Speckner   |               |                      |                                                               |

| Arbitro: | Bickel |

|                             |           |  |
| Broschinski 38’ Pašalić 67’ | Marcatori |  |

| Arbitro: | Jürgensen |

|  |           |                               |
|  | Marcatori | 54’ Bornemann 90’ Broschinski |

| Arbitro: | Hildenbrand |

|                 |           |  |
| Broschinski 46’ | Marcatori |  |

| Arbitro: | Thomsen |

|                                |           |              |
| Feil 12’ Koffi 20’ Rochelt 69’ | Marcatori | 32’ Pohlmann |

| Arbitro: | Hanslbauer |

|  |           |                            |
|  | Marcatori | 84’ Stehle 87’ (aut.) Dams |

| Arbitro: | Nouhoum |

|  |           |              |
|  | Marcatori | 46’ Schikora |

| Arbitro: | Petersen |

|                                    |           |           |
| Ziereis 50’ George 55’ Maderer 90’ | Marcatori | 8’ Michel |

| Arbitro: | Weisbach |

|           |           |                                    |
| Gürpüz 2’ | Marcatori | 21’ Engelhardt 34’ (rig.) Simakala |

#### Girone di ritorno
| Arbitro: | Fuchs |

|  |           |                |
|  | Marcatori | 49’ Hollerbach |

| Arbitro: | Hempel |

|              |           |                      |
| Testroet 53’ | Marcatori | 40’ Dams 42’ Njinmah |

| Arbitro: | Jürgensen |

|          |           |                          |
| Dams 13’ | Marcatori | 45’ Kerber 85’ Neudecker |

| Arbitro: | Benen |

|                        |           |  |
| Eisfeld 50’ Rother 85’ | Marcatori |  |

| Arbitro: | Kampka |

|                                         |           |  |
| Njinmah 18’, 65’ Pfanne 22’ Pašalić 90’ | Marcatori |  |

| Arbitro: | Eckermann |

|                |           |  |
| Engelhardt 66’ | Marcatori |  |

| Arbitro: | Greif |

|             |           |                                   |
| Njinmah 53’ | Marcatori | 6’, 17’ (rig.) Kutschke 9’ Lemmer |

| Arbitro: | Thomsen |

|                        |           |            |
| Schäfer 8’ Adetula 88’ | Marcatori | 17’ Michel |

| Arbitro: | Burda |

|                                             |           |  |
| Tattermusch 16’ Njinmah 25’, 90’ Otuali 75’ | Marcatori |  |

| Arbitro: | Fuchs |

|                       |           |                                       |
| Holzhauser 85’ (rig.) | Marcatori | 5’, 15’ Pohlmann 17’ Pudel 79’ Kamara |

| Dortmund 1º aprile 2023, ore 14:00 CEST 30ª giornata | Borussia Dortmund II | 0 – 0 referto | Hallescher | Stadio Rote Erde (1 289 spett.)\| Arbitro: \| Winter \| |
| Arbitro:                                             | Winter               |               |            |                                                         |

| Arbitro: | Brombacher |

|  |           |                                                                        |
|  | Marcatori | 25’ Papadopoulos 57’ Njinmah 66’ Eberwein 70’ (aut.) Senger 75’ Pfanne |

| Arbitro: | Bauer |

|             |           |  |
| Njinmah 57’ | Marcatori |  |

| Arbitro: | Hempel |

|                      |           |           |
| Otto 23’ Wolfram 45’ | Marcatori | 51’ Bueno |

| Arbitro: | Weisbach |

|                        |           |  |
| Njinmah 36’ Michel 61’ | Marcatori |  |

| Arbitro: | Brombacher |

|                |           |           |
| Wunderlich 71’ | Marcatori | 29’ Özkan |

| Arbitro: | Nouhoum |

|                             |           |                                             |
| Besong 26’, 85’ Tashchy 62’ | Marcatori | 39’ Eberwein 47’ (aut.) Schreck 74’ Njinmah |

| Arbitro: | Wildfeuer |

|            |           |  |
| Michel 56’ | Marcatori |  |

| Arbitro: | Braun |

|                        |           |             |
| Simakala 90’ Wulff 90’ | Marcatori | 48’ Njinmah |

## Statistiche

### Statistiche di squadra
| Competizione | Punti | In casa | In casa | In casa | In casa | In casa | In casa | In trasferta | In trasferta | In trasferta | In trasferta | In trasferta | In trasferta | Totale | Totale | Totale | Totale | Totale | Totale | DR |
| Competizione | Punti | G       | V       | N       | P       | Gf      | Gs      | G            | V            | N            | P            | Gf           | Gs           | G      | V      | N      | P      | Gf     | Gs     | DR |
| ------------ | ----- | ------- | ------- | ------- | ------- | ------- | ------- | ------------ | ------------ | ------------ | ------------ | ------------ | ------------ | ------ | ------ | ------ | ------ | ------ | ------ | -- |
| 3. Liga      | 45    | 19      | 8       | 2       | 9       | 21      | 20      | 19           | 5            | 4            | 10           | 26           | 29           | 38     | 13     | 6      | 19     | 47     | 49     | -2 |
| Totale       | 45    | 19      | 8       | 2       | 9       | 21      | 20      | 19           | 5            | 4            | 10           | 26           | 29           | 38     | 13     | 6      | 19     | 47     | 49     | -2 |

### Andamento in campionato
| Giornata  | 1 | 2  | 3  | 4  | 5  | 6  | 7  | 8  | 9  | 10 | 11 | 12 | 13 | 14 | 15 | 16 | 17 | 18 | 19 | 20 | 21 | 22 | 23 | 24 | 25 | 26 | 27 | 28 | 29 | 30 | 31 | 32 | 33 | 34 | 35 | 36 | 37 | 38 |
| --------- | - | -- | -- | -- | -- | -- | -- | -- | -- | -- | -- | -- | -- | -- | -- | -- | -- | -- | -- | -- | -- | -- | -- | -- | -- | -- | -- | -- | -- | -- | -- | -- | -- | -- | -- | -- | -- | -- |
| Luogo     | T | C  | T  | C  | T  | C  | T  | C  | T  | C  | T  | C  | T  | C  | T  | C  | C  | T  | C  | C  | T  | C  | T  | C  | T  | C  | T  | C  | T  | C  | T  | C  | T  | C  | T  | T  | C  | T  |
| Risultato | N | P  | P  | V  | P  | P  | P  | P  | V  | N  | N  | V  | V  | V  | P  | P  | P  | P  | P  | P  | V  | P  | P  | V  | P  | P  | P  | V  | V  | N  | V  | V  | P  | V  | N  | N  | V  | P  |
| Posizione | 8 | 18 | 17 | 13 | 15 | 18 | 19 | 18 | 18 | 18 | 19 | 15 | 13 | 12 | 13 | 14 | 14 | 15 | 16 | 18 | 16 | 15 | 16 | 16 | 17 | 17 | 17 | 16 | 15 | 15 | 15 | 14 | 15 | 14 | 13 | 14 | 13 | 13 |

Legenda:

Luogo: C = Casa; T = Trasferta. Risultato: V = Vittoria; N = Pareggio; P = Sconfitta.

### Statistiche dei giocatori
| C. Akono        | 12 | 0  | 0  | 0 |
| P. Aning        | 16 | 0  | 1  | 0 |
| S. Bamba        | 1  | 0  | 0  | 0 |
| T. Bornemann    | 3  | 1  | 0  | 0 |
| J. Braaf        | 7  | 0  | 0  | 0 |
| M. Broschinski  | 15 | 3  | 0  | 0 |
| G. Bueno        | 23 | 1  | 1  | 0 |
| N. Collins      | 8  | 0  | 1  | 0 |
| S. Coulibaly    | 16 | 0  | 3  | 0 |
| N. Dams         | 35 | 2  | 1  | 0 |
| M. Eberwein     | 31 | 2  | 4  | 0 |
| R. Elongo-Yombo | 24 | 1  | 0  | 1 |
| A. Ercan        | 4  | 0  | 0  | 0 |
| B. Fink         | 4  | 1  | 0  | 0 |
| K. Finnsson     | 13 | 0  | 3  | 0 |
| G. Gürpüz       | 14 | 1  | 1  | 0 |
| M. Hober        | 4  | 0  | 0  | 0 |
| A. Kamara       | 20 | 1  | 4  | 1 |
| M. Lotka        | 30 | 0  | 3  | 0 |
| N. Lübcke       | 0  | 0  | 0  | 0 |
| D. Lütke-Frie   | 0  | 0  | 0  | 0 |
| T. Meunier      | 2  | 0  | 0  | 0 |
| F. Michel       | 32 | 4  | 9  | 0 |
| M. Morey        | 1  | 0  | 0  | 0 |
| J. Njinmah      | 34 | 13 | 4  | 0 |
| S. Ostrzinski   | 2  | 0  | 0  | 0 |
| M. Otuali       | 17 | 1  | 0  | 0 |
| A. Papadopoulos | 27 | 1  | 12 | 0 |
| F. Passlack     | 1  | 0  | 0  | 0 |
| M. Pašalić      | 22 | 4  | 6  | 0 |
| F. Pfanne       | 33 | 2  | 7  | 0 |
| O. Pohlmann     | 31 | 3  | 2  | 0 |
| B. Pudel        | 13 | 1  | 3  | 0 |
| T. Rothe        | 13 | 0  | 3  | 0 |
| L. Semić        | 8  | 0  | 1  | 0 |
| T. Tattermusch  | 25 | 2  | 2  | 0 |
| L. Unbehaun     | 6  | 0  | 0  | 0 |
| C. Özkan        | 28 | 1  | 6  | 0 |
| M. Šuver        | 13 | 0  | 1  | 1 |